# Terras devolutas
Terras devolutas são terras públicas sem destinação pelo Poder Público e que em nenhum momento integraram o patrimônio de um particular, ainda que estejam irregularmente sob sua posse. O termo "devoluta" relaciona-se ao conceito de terra devolvida.
São terras devolutas, na faixa da fronteira, nos Territórios Federais e no Distrito Federal, as terras que, não sendo próprios nem aplicadas a algum uso público federal, estadual territorial ou municipal, não se incorporaram ao domínio privado.
São bens da União as terras devolutas indispensáveis à defesa das fronteiras, das fortificações e construções militares, das vias federais de comunicação e à preservação ambiental, definidas em lei.
No Brasil as terras devolutas representam 23% da área total do país.

## Origem
Com a conquista do Brasil, todo o território passou a integrar o domínio da Coroa Portuguesa. Destas terras, largos tratos foram trespassados aos colonizadores, mediante as chamadas concessões de sesmarias e cartas de data, com a obrigação, aos donatários, de medi-las, demarcá-las e cultivá-las, sob pena de comisso (reversão das terras à Coroa).
As terras que não foram trespassadas, assim como as que caíram em comisso, constituem as terras devolutas. Com a independência do Brasil, passaram a integrar o domínio imobiliário do Estado brasileiro, englobando todas essas terras que não ingressaram no domínio privado por título legítimo ou não receberam destinação pública. As terras devolutas estão dentro da Matéria de Direito Constitucional no Título III - Da Organização do Estado na Constituição Federal Brasileira.

## Na Constituição Brasileira
A Constituição brasileira de 1988 cita no seu artigo 20, II, as terras devolutas como sendo bens da União, desde que sejam indispensáveis à defesa das fronteiras, das fortificações e construções militares, das rodovias federais de comunicação e à preservação ambiental, definidas em lei.
Já o art. 26, IV, determina que as demais pertencem ao Estado, desde que não sejam compreendidas entre as da União. De acordo com os termos do Decreto-Lei n.º 2.375/87, a "União transferirá, a título gratuito, ao respectivo Estado ou território, terras públicas não devolutas que, nas faixas mencionadas no caput do art. 1º, lhe pertençam, condicionada a doação, a que seu benefício vincule o uso daquelas áreas aos objetivos do Estatuto da Terra e legislação conexa".
O art. 225, que trata do meio ambiente, determina em seu § 5º que as terras devolutas necessárias à proteção dos ecossistemas naturais (assim como as arrecadadas pelos Estados por ações discriminatórias) são indisponíveis.
As terras devolutas não passíveis de usucapião. Conforme institui o artigo 20, inciso II da Carta republicana, as terras devolutas são bens da União, ou seja, bens públicos e, conforme o artigo 191, paragrafo único do mesmo instituto, em seu teor assim dispõe: "Os imóveis públicos não serão adquiridos por usucapião".

## Leitura Adicional
- Rodrigues Miranda, Newton (2011); "Breve histórico da questão das terras devolutas no Brasil" (em PDF). Revista do CAAP (UFMG); Belo Horizonte.